# Wanli-kejsaren
Wanli-kejsaren (萬歷帝), egentligt namn Zhu Yijun (朱翊鈞), var kejsare av Mingdynastin mellan 1572 och 1620. Hans regeringstid på 48 år var den längsta under hela dynastin och denna tidsperiod kännetecknas av ett stadigt förfall för dynastin.
Wanli besteg tronen vid en ålder av endast nio år. Under de första åren av sin styrelse rådgavs han av Zhang Juzheng, formellt under sin mor Xiaoding regentskap. Efter Zhangs död 1582 blev Wanli-kejsaren fri från tillsyn och började med att dra tillbaka vissa av Zhangs administrativa åtgärder. Wanli-kejsaren befattade sig dock mycket litet med den dagliga styrelsen av kejsarriket och han lät ofta bli att träffa sina ministrar eller läsa officiella skrivelser. Wanli använde också stora summor från statskassan till sin egen förnöjelse och sina egna syften. Ett exempel är bygget av hans mausoleum Dingling vid Minggravarna som tog tiotalet år och förbrukade stora resurser.
Wanli-kejsaren startade flera kostbara fälttåg mot flera mongoliska och tungusiska stammar i Manchuriet (1581-1583) och för att fördriva japanerna från tributstaten Korea (1592).
Det var under Wanlis regeringsperiod som den förste jesuitmissionären Matteo Ricci kom till huvudstaden Peking (1600). Han fick tillträde till hovet på grund av sin stora lärdom. Kejsaren var inte särskilt intresserad av katolicismen, men mycket intresserad av de tekniska innovationer från Europa som Ricci tagit med sig. Ricci fick i uppdrag att förbättra den kinesiska kalendern, som byggde på avancerade astronomiska beräkningar. Efter Riccis död donerade kejsaren området Zhalan i Peking till jesuiterna som begravningsplats.